# Regierungsbezirk Dresden
Der Regierungsbezirk Dresden war einer von insgesamt drei Regierungsbezirken innerhalb des Freistaates Sachsen. Er lag im Osten des Bundeslandes und wurde auf Beschluss der Sächsischen Staatsregierung vom 27. November 1990 zum 1. Januar 1991 errichtet. Mit über 1,6 Mio. Einwohnern war er der größte Regierungsbezirk im Freistaat Sachsen.
Bereits seit Mitte des 19. Jahrhunderts gab es im Königreich Sachsen staatliche Mittelbehörden, die seinerzeit „Kreishauptmannschaften“ genannt wurden und im Laufe der Geschichte mehrmals ihre Grenzen veränderten. Der Regierungsbezirk Dresden geht auf die Kreishauptmannschaft Bautzen und die Kreishauptmannschaft Dresden zurück, die erst 1932 zur Kreishauptmannschaft Dresden-Bautzen zusammengelegt wurden. Im Dritten Reich wurden diese in Regierungsbezirke umbenannt (Regierungsbezirk Dresden-Bautzen). Nach dem Zweiten Weltkrieg sollten zunächst wieder Regierungsbezirke errichtet werden, doch wurde diese Absicht 1947 aufgegeben.
Nach Auflösung der Länder in der DDR wurden im Jahr 1952 staatliche Bezirke eingerichtet, die jedoch mit den heutigen Regierungsbezirken in ihrer Funktion kaum zu vergleichen sind. Erst mit der Wiedererrichtung des Landes Sachsen 1990 wurde auch die Grundlage für die Neubildung von Regierungsbezirken geschaffen. Am 1. Januar 1991 nahm das Regierungspräsidium Dresden seine Tätigkeit auf.
Der Regierungsbezirk Dresden umfasste seitdem weitgehend das Gebiet des Bezirks Dresden. Hinzu kamen die damaligen Kreise Hoyerswerda und Weißwasser des Bezirks Cottbus, nachdem eine Volksbefragung in den Kreisen ergab, dass der Großteil der Einwohner zum Land Sachsen wollte.
Am 1. Januar 2008 bestand der Regierungsbezirk aus drei kreisfreien Städten und 201 Gemeinden in acht Landkreisen. Das Regierungspräsidium wurde im Zuge der sächsischen Kreisreform am 1. August 2008 zur Landesdirektion umgewandelt. Zwei Städte wurden eingekreist und aus den bisherigen Landkreisen vier größere Landkreise gebildet. Einzig die Landeshauptstadt Dresden blieb kreisfreie Stadt.
| Landkreise | kreisfreie Städte                    |
| --- | ------------------------------------ |
| 1. Landkreis Bautzen 2. Landkreis Kamenz 3. Landkreis Löbau-Zittau 4. Landkreis Meißen 5. Niederschlesischer Oberlausitzkreis 6. Landkreis Riesa-Großenhain 7. Landkreis Sächsische Schweiz 8. Weißeritzkreis | 1. Dresden 2. Görlitz 3. Hoyerswerda |

## Regierungspräsidenten

### Kreishauptmannschaft Dresden-Bautzen (1932–1938) und Regierungsbezirk Dresden-Bautzen (1939–1945)
- 1932–1933: Wilhelm Buck
- 1933–1933: Wolfgang Schettler (kommissarisch)
- 1933–1934: Konrad Heerklotz
- 1934–1936: Friedrich Karl von Eberstein
- 1936–1943: Wilhelm Schepmann

### Regierungsbezirk Dresden (1991–2008)
- 1991–2000: Helmut Weidelener
- 2000–2008: Henry Hasenpflug (anschließend Präsident der Landesdirektion)